# 小行星5943
小行星5943（英語：5943 Lovi）是一颗围绕太阳公转的小行星。1984年3月1日，愛德華·鮑威爾在可可尼诺县发现了此天体。
这颗小行星的绝对星等为87.13448等。